# New Candys
New Candys — итальянская неопсиходелическая рок-группа, образованная в Венеции в 2008 году. В состав группы входят Фернандо Нути (вокал, гитара), Андреа Вольпато (гитара, бэк-вокал), Алессандро Боскьеро (бас-гитара) и Дарио Луччеси (ударные, перкуссия)

## История

### Ранние годы иStars Reach The Abyss
Группа была образована в 2008 году Фернандо Нути, Диего Менегалдо, Стефано Бидоджиа и Дарио Луччеси.
В последующие два года они выступали вживую в районе Венеции, пока 7 июля 2010 года не выпустили самостоятельно свой первый мини-альбом. Приветствованные итальянской прессой, они начали давать концерты по всей Северной Италии. 23 марта 2012 года на Foolica вышел их первый студийный альбом Stars Reach The Abyss (переизданный на Fuzz Club в 2017 году). Продюсерами альбома выступили Пьерлуиджи Балларин и Стефано Моретти, мастеринг - Джон Эстли. После релиза группа отправилась в турне по Англии и Италии.
В 2015 году песня Meltdown Corp. была включена ежегодный сборник лучших молодых европейских групп андерграундной психоделической сцены, в двойной LP The Reverb Conspiracy Vol. 3, выпущенный совместно Fuzz Club и The Reverberation Appreciation Society (Levitation Austin).

### New Candys As Medicine
Их второй студийный альбом New Candys As Medicine был выпущен 16 марта 2015 года в США на лейбле Picture In My Ear и на Fuzz Club в Европе. Релизу предшествовал 10-дюймовый сплит-сингл c группой Kill Your Boyfriend с песнями Dark Love и Surf 2. Альбом, сведенный Джоном Уиллсом (продюсер и ударник группы Loop), также был распространен The Committee To Keep Music Evil, лейблом, основанным и управляемым The Brian Jonestown Massacre. New Candys As Medicine получил похвалу от Симоны Мари Батлер из Primal Scream, Стивена Лори из The Telescopes и Orange Amplification.
В следующие два года группа трижды гастролировала по Европе, играя в Швейцарии, Германии, Чехии, Австрии, Бельгии, Англии, Шотландии, Франции, Нидерландах, Швеции, Дании, Словении, Испании и Хорватии. Они выступали на Secret Garden Party 2015, Liverpool International Festival Of Psychedelia 2016, Barcelona Psych Fest 2017 с такими группами как Slowdive, The Vaccines и Savages.

### Bleeding Magentaи изменения в составе
Новый третий альбом группы Bleeding Magenta был выпущен 8 октября 2017 года на Fuzz Club и переиздан Little Cloud Records в США. Он получил признание критиков прессы, в том числе музыкальных интернет-журналов Clash и Drowned in Sound. Две песни из нового альбома и одна из предыдущего были представлены в трех эпизодах оригинального сериала Бесстыдники от Showtime Networks.
Андреа Вольпато присоединился к группе после европейского промо-тура альбома, который включал в себя выступление на SpaceFest 2017 в Польше. В 2018 году они совершили тур по Австралии, где отыграли 14 концертов, выступили хедлайнерами на Сиднейском и Мельбурнском Psych Fest и выступили на фестивале Adelaide Fringe. Затем группа отправилась в тур по США и Мексике, состоящий из 18 концертов и участия в сессии KEXP в Сиэтле. Американский тур начался с двух концертов в Нью-Йорке и продолжился вдоль западного побережья.
Стефано Бидоджиа покинул группу перед австралийским туром, а Диего Менегалдо - после тура по Северной Америке. В июне 2018 года к группе присоединился басист Алессандро Боскьеро. Позже летом они выступили в Fuzz Club с The Black Angels и The Brian Jonestown Massacre на двух концертах. В 2019 году они завершили турне с 50 концертами в Европе, США и Канаде, включая фестивали Desert Stars, Milwaukee Psych Fest, The Echo в Лос-Анджелесе, Hotel Vegas в Остине и Mercury Lounge в Нью-Йорке. Третий европейский тур состоялся в сентябре. Он включал в себя Levitation France и концерты с The Warlocks и The Dandy Warhols. В январе 2020 года они впервые выступили на Балканах с концертами в Греции, Болгарии, Румынии, Сербии и Хорватии.

### Vyvyd
Четвертый альбом New Candys Vyvyd вышел 4 июня 2021 года. Это первая запись, сделанная c обновлённым составом из Фернандо Нути, Андреа Вольпато, Алессандро Боскьеро и Дарио Луччеси. Альбом был записан в студии Fox Studio в Венеции и сведён продюсерами, которые удостоились премии Грэмми: Томмазо Коллива (Calibro 35, The Jesus And Mary Chain, Деймон Албарн) и Джованни Версари.
При разработке данного альбома участники группы экспериментировали с различными предметами, так для создания композиции Begin again они извлекали различные звуки из стеклянного листа при помощи размахивания в воздухе.

## Состав

### Текущие участники
- Фернандо Нути — вокал, гитара (с 2008)
- Андреа Вольпато — соло-гитара, бэк-вокал (с 2017)
- Алессандро Боскьеро — бас-гитара (с 2018)
- Дарио Луччеси — ударные, перкуссия (с 2008)

### Бывшие участники
- Диего Менегалдо — соло-гитара, бэк-вокал (с 2008 по 2018)
- Стефано Бидоджиа — бас-гитара (с 2008 по 2018)

### Концертные участники
Блэр Виттштадт — бас-гитара (тур по Австралии 2018 года)
Марко Фабрис — ударные, перкуссия (тур по Австралии 2018 года)

## Дискография

### Альбомы
- 2012 — Stars Reach The Abyss (Foolica, Fuzz Club)
- 2015 — New Candys As Medicine (Picture In My Ear, Fuzz Club)
- 2017 — Bleeding Magenta (Fuzz Club, Little Cloud Records)
- 2021 — Vyvyd (Little Cloud Records, Dischi Sotterranei, Fuzz Club)
- 2025 - The Uncanny Extravaganza (Fuzz Club, Dischi Sotterranei)

### EP
- 2010 — New Candys (Самостоятельно)

### Совместные проекты
- 2015 — New Candys / Kill Your Boyfriend (Shyrec, Xnot You Xme)
- 2015 — The Reverb Conspiracy Vol. 3 (Fuzz Club, The Reverberation Appreciation Society)
- 2016 — Volumes (Picture In My Ear)

### Саундтреки
- 2013 — Delirium: A Trip Of Madness
- 2015 — Magasin
- 2016 — Бесстыдники, эпизод 82 «Ride or die»
- 2017 — Бесстыдники, эпизод 88 «Fuck Paying It Forward»
- 2017 — Бесстыдники, эпизод 90 «Icarus Fell And Rusty Ate Him»
- 2018 — GoPro: Valentino Rossi — Origins — Tavullia & MotoGP™